# Riste Stefanov
Riste Stefanov (en macédonien : Ристе Стефанов), né le 30 août 1981, à Kavadarci, dans la République socialiste de Macédoine, est un joueur macédonien de basket-ball. Il évolue au poste d'arrière.

## Palmarès
- Coupe de Macédoine 2004, 2005, 2012
- Coupe de Bulgarie 2006, 2007, 2008